# María Rachid
Pour les articles homonymes, voir Rachid.
María Rachid, née le 8 novembre 1974 à Mercedes (Argentine), est une femme politique argentine, cheffe de file dans l'activisme en faveur des droits humains locaux et de la collectivité LGBT en Argentine. 

## Biographie
María Rachid étudie le droit à l'université de Belgrano puis à l'Universidad Argentina John F. Kennedy. En 2006, elle est l'une des fondatrices de la Fédération argentine LGBT avec Claudia Castrosín Verdú, également sa partenaire. Elle est ensuite vice-présidente de l'Institut national contre la discrimination, la xénophobie et le racisme de décembre 2010 au 10 juin 2011. Elle est  ensuite élue dans la législature de la ville de Buenos Aires à la suite des élections du 10 juillet 2011, et prend ses fonctions le 10 décembre,.